# Prolepsis martini
Prolepsis martini är en tvåvingeart som beskrevs av Lamas 1973. Prolepsis martini ingår i släktet Prolepsis och familjen rovflugor. Inga underarter finns listade i Catalogue of Life.